# 渡辺豊日子
渡辺 豊日子（わたなべ とよひこ、1885年（明治18年）11月3日 - 1970年）は、朝鮮総督府官僚。男性。

## 経歴
熊本県阿蘇郡白水村（南阿蘇村）出身。1912年（明治45年）、東京帝国大学法科大学独法科を卒業。同年、高等文官試験に合格し、東京府属となった。宮城県理事官・視学官、愛知県理事官・視学官を経て、1919年（大正8年）に朝鮮総督府事務官となった。内務局第一課長、監察官・地方課長、殖産局農務課長・土地改良課長、山林部長を歴任。1930年（昭和5年）、慶尚南道知事となり、さらに学務局長に就任した。
退官後は、鮮満拓殖株式会社理事・監事を務め、1939年（昭和14年）からは朝鮮林業開発株式会社社長を務めた。